# Auszeichnungen der Hobbit-Filmtrilogie
Die Hobbit-Filmtrilogie ist ein von Regisseur Peter Jackson realisiertes High-Fantasy-Projekt, das von dem Kinderbuch Der Hobbit von J. R. R. Tolkien adaptiert wurde. Die drei Filme erschienen in den Jahren 2012 (Eine unerwartete Reise), 2013 (Smaugs Einöde) und 2014 (Die Schlacht der Fünf Heere).

## Filme

### Eine unerwartete Reise
Nach der Weltpremiere am 28. November 2012 in Wellington wurde Der Hobbit: Eine unerwartete Reise am 13. Dezember in Deutschland veröffentlicht, in den Vereinigten Staaten einen Tag später.
| Auszeichnung                                          | Kategorie                                                                            | Nominierte & Preisträger | Ergebnis  | Quelle      |
| ----------------------------------------------------- | ------------------------------------------------------------------------------------ | --- | --------- | ----------- |
| Academy Awards (Oscarverleihung 2013)                 | Bestes Make-up und Beste Frisuren                                                    | Peter Swords King, Rick Findlater und Tami Lane | Nominiert | [ 1 ] [ 2 ] |
| Academy Awards (Oscarverleihung 2013)                 | Beste visuelle Effekte                                                               | Joe Letteri, Eric Saindon, David Clayton und R. Christopher White | Nominiert | [ 1 ] [ 2 ] |
| Academy Awards (Oscarverleihung 2013)                 | Bestes Szenenbild                                                                    | Dan Hennah, Ra Vincent und Simon Bright | Nominiert | [ 1 ] [ 2 ] |
| Annie Awards                                          | Herausragende Leistung in der Animation von Figuren in einer Schauspiel-Produktion   | Jeff Capogreco, Jedrzej Wojtowicz, Kevin Estey, Alessandro Bonora, Gino Acevedo (für Gollum)                                                                            | Gewonnen  | [ 3 ]       |
| Annie Awards                                          | Herausragende Leistung in der Animation von Figuren in einer Schauspiel-Produktion   | David Clayton, Simeon Duncombe, Jung Min Chang, Matthew Cioffi, Guillaume François (für den Großen Ork)                                                                 | Nominiert | [ 3 ]       |
| Art Directors Guild (2012)                            | Exzellentes Produktionsdesign bei einem Fantasy-Spielfilm                            | Dan Hennah | Nominiert | [ 4 ]       |
| ASCAP Awards (2013)                                   | Top Box Office Films                                                                 | Howard Shore | Gewonnen  | [ 5 ]       |
| Australia Box Office Awards (2013)                    | Real D Award for Highest Grossing 3D-Film in Australia                               | | Gewonnen  | [ 6 ]       |
| Australia Box Office Awards (2013)                    | Real D Award for Highest Grossing Film in New Zealand                                | | Gewonnen  | [ 6 ]       |
| British Academy Children’s Awards (2013)              | Feature Film                                                                         | | Nominiert | [ 7 ]       |
| British Academy Film Awards (2013)                    | Beste visuelle Effekte                                                               | Joe Letteri, Eric Saindon, David Clayton und R. Christopher White | Nominiert | [ 8 ]       |
| British Academy Film Awards (2013)                    | Beste Maske                                                                          | Peter Swords King, Richard Taylor, Rick Findlater | Nominiert | [ 8 ]       |
| British Academy Film Awards (2013)                    | Bester Ton                                                                           | Tony Johnson, Christopher Boyes, Michael Hedges, Michael Semanick, Brent Burge und Chris Ward                                                                           | Nominiert | [ 8 ]       |
| British Fantasy Awards (2012)                         | Bestes Drehbuch                                                                      | Peter Jackson, Philippa Boyens, Fran Walsh, Guillermo Del Toro | Nominiert | [ 9 ]       |
| Central Ohio Film Critics Association (2012)          | Beste Filmmusik                                                                      | Howard Shore | Nominiert | [ 10 ]      |
| Cinema Audio Society Awards (2012)                    | Outstanding Achievement in Sound Mixing                                              | Tony Johnson, Christopher Boyes, Michael Hedges und Michael Semanick | Nominiert | [ 11 ]      |
| Costume Designers Guild Awards (2012)                 | Fantasy-Film                                                                         | Richard Taylor, Bob Buck | Nominiert | [ 12 ]      |
| Colonne Sonore Awards (2012)                          | Best Music for a Foreign Language Film                                               | Howard Shore | Gewonnen  | [ 13 ]      |
| Constellation Awards (2013)                           | Best Science Fiction Film, TV Movie, or Mini-Series of 2012                          | | Nominiert | [ 14 ]      |
| Constellation Awards (2013)                           | Best Male Performance in a 2012 Science Fiction Film, TV Movie, or Mini-Series       | Martin Freeman | Nominiert | [ 14 ]      |
| Critics’ Choice Movie Award (2013)                    | Bestes Szenenbild                                                                    | Dan Hennah, Ra Vincent und Simon Bright | Nominiert | [ 15 ]      |
| Critics’ Choice Movie Award (2013)                    | Beste Kostüme                                                                        | Bob Buck, Ann Maskrey und Richard Taylor | Nominiert | [ 15 ]      |
| Critics’ Choice Movie Award (2013)                    | Bestes Make-up                                                                       | | Nominiert | [ 15 ]      |
| Critics’ Choice Movie Award (2013)                    | Beste visuelle Effekte                                                               | | Nominiert | [ 15 ]      |
| Empire Awards (2013)                                  | Bester Film                                                                          | | Nominiert | [ 16 ]      |
| Empire Awards (2013)                                  | Bester Sci-Fi-/Fantasy-Film                                                          | | Gewonnen  | [ 16 ]      |
| Empire Awards (2013)                                  | Bester Regisseur                                                                     | Peter Jackson | Nominiert | [ 16 ]      |
| Empire Awards (2013)                                  | Bester Darsteller                                                                    | Martin Freeman | Gewonnen  | [ 16 ]      |
| Empire Awards (2013)                                  | Bester 3D-Film                                                                       | | Nominiert | [ 16 ]      |
| Georgia Film Critics Association (2012)               | Bestes Produktionsdesign                                                             | Dan Hennah | Nominiert | [ 17 ]      |
| Golden Trailer Awards (2013)                          | Best Animation/Family                                                                | | Nominiert | [ 18 ]      |
| Golden Trailer Awards (2013)                          | Most Innovative Advertising for a Feature Film                                       | | Nominiert | [ 18 ]      |
| Hollywood Post Alliance Awards (2013)                 | Herausragende visuelle Effekte – Spielfilm                                           | Joe Letteri, Eric Saindon, David Clayton, R. Christopher White, Eric Reynolds                                                                                           | Nominiert | [ 19 ]      |
| Houston Film Critics Society (2012)                   | Best Original Song                                                                   | Howard Shore | Nominiert | [ 20 ]      |
| Houston Film Critics Society (2012)                   | Technical Achievement                                                                | | Gewonnen  | [ 20 ]      |
| Hugo Awards (2012)                                    | Best Dramatic Presentation (Long Form)                                               | Fran Walsh, Philippa Boyens, Guillermo del Toro und Peter Jackson | Nominiert | [ 21 ]      |
| IGN Best of 2012 (2013)                               | Bester Fantasyfilm                                                                   | | Nominiert | [ 22 ]      |
| IGN Best of 2012 (2013)                               | Bestes Filmplakat                                                                    | | Nominiert | [ 23 ]      |
| IGN People's Choice Awards 2012                       | Bester Fantasyfilm                                                                   | | Gewonnen  | [ 22 ]      |
| IMP Awards (2012)                                     | Bestes Filmplakat                                                                    | | Nominiert | [ 24 ]      |
| IMP Awards (2012)                                     | Bestes Charakterplakat                                                               | | Nominiert | [ 25 ]      |
| IMP Awards (2012)                                     | Bestes Special Edition Filmplakat                                                    | | Nominiert | [ 26 ]      |
| International Film Music Critics Association (2012)   | Filmmusik des Jahres                                                                 | Howard Shore | Nominiert | [ 27 ]      |
| International Film Music Critics Association (2012)   | Beste Originalkomposition für einen Fantasy-/Science-Fiction-/Horrorfilm             | Howard Shore | Nominiert | [ 27 ]      |
| Motion Picture Sound Editors (2013)                   | Best Sound Editing: Music in a Feature Film                                          | Steve Gallagher, Kirsty Whalley, Nigel Scott, Michael Pärt, Jonathan Schultz, Mark Willsher, Yann McCullough, Jennifer L. Dunnington, Robert Houston und James Sizemore | Nominiert | [ 28 ]      |
| Motion Picture Sound Editors (2013)                   | Best Sound Editing: Dialogue and ADR in a Feature Film                               | Chris Ward, Brent Burge, Jason Canovas, Ray Beentjes, Neil Aldridge und Matt Stutter                                                                                    | Nominiert | [ 28 ]      |
| Motion Picture Sound Editors (2013)                   | Best Sound Editing: Sound Effects and Foley in a Feature Film                        | Chris Ward, Brent Burge, Hayden Collow, Craig Tomlinson, David Farmer, Matthew Lambourn, Justin Webster                                                                 | Nominiert | [ 28 ]      |
| MovieGuide Awards (2013)                              | Best Film for Mature Audiences                                                       | | Nominiert | [ 29 ]      |
| MTV Movie Awards (2013)                               | Bester Filmheld                                                                      | Martin Freeman | Gewonnen  | [ 30 ]      |
| MTV Movie Awards (2013)                               | Bester Angsthase                                                                     | Martin Freeman | Nominiert | [ 31 ]      |
| New Zealand Movie Awards (2013)                       | Film des Jahres                                                                      | | Gewonnen  | [ 32 ]      |
| New Zealand Movie Awards (2013)                       | Bester Sci-Fi/Fantasy-Film                                                           | | Nominiert | [ 32 ]      |
| New Zealand Movie Awards (2013)                       | Bester Regisseur                                                                     | Peter Jackson | Gewonnen  | [ 32 ]      |
| New Zealand Movie Awards (2013)                       | Held des Jahres                                                                      | Martin Freeman | Nominiert | [ 32 ]      |
| NME Awards (2013)                                     | Bester Film                                                                          | | Gewonnen  | [ 33 ]      |
| Phoenix Film Critics Society (2012)                   | Bestes Szenenbild                                                                    | Dan Hennah | Nominiert | [ 34 ]      |
| Phoenix Film Critics Society (2012)                   | Bestes Kostümdesign                                                                  | Bob Buck, Ann Maskrey und Richard Taylor | Nominiert | [ 34 ]      |
| Phoenix Film Critics Society (2012)                   | Beste visuelle Effekte                                                               | | Nominiert | [ 34 ]      |
| Rembrandt Awards (2013)                               | Bester Film                                                                          | | Nominiert | [ 35 ]      |
| Saturn Awards (2013)                                  | Bester Fantasyfilm                                                                   | | Nominiert | [ 36 ]      |
| Saturn Awards (2013)                                  | Beste Regie                                                                          | Peter Jackson | Nominiert | [ 36 ]      |
| Saturn Awards (2013)                                  | Bester Hauptdarsteller                                                               | Martin Freeman | Nominiert | [ 36 ]      |
| Saturn Awards (2013)                                  | Bester Nebendarsteller                                                               | Ian McKellen | Nominiert | [ 36 ]      |
| Saturn Awards (2013)                                  | Beste Musik                                                                          | Howard Shore | Nominiert | [ 36 ]      |
| Saturn Awards (2013)                                  | Beste Ausstattung                                                                    | Dan Hennah, Simon Bright und Ra Vincent | Gewonnen  | [ 36 ]      |
| Saturn Awards (2013)                                  | Bestes Kostüm                                                                        | Bob Buck, Ann Maskrey und Richard Taylor | Nominiert | [ 36 ]      |
| Saturn Awards (2013)                                  | Bestes Make-up                                                                       | Peter Swords King, Rick Findlater und Tami Lane | Nominiert | [ 36 ]      |
| Saturn Awards (2013)                                  | Beste Spezialeffekte                                                                 | Joe Letteri, Eric Saindon, David Clayton und R. Christopher White | Nominiert | [ 36 ]      |
| SFX Awards (2013)                                     | Bester Film                                                                          | | 2. Platz  |             |
| SFX Awards (2013)                                     | Bester Regisseur                                                                     | Peter Jackson | 2. Platz  |             |
| SFX Awards (2013)                                     | Bester Darsteller                                                                    | Martin Freeman | Nominiert |             |
| SFX Awards (2013)                                     | Bester Darsteller                                                                    | Ian McKellen | Nominiert |             |
| SFX Awards (2013)                                     | Bester Darsteller                                                                    | Richard Armitage | 2. Platz  |             |
| SFX Awards (2013)                                     | Sexiester Mann                                                                       | Aidan Turner | 7. Platz  |             |
| Total Film Hotlist Awards (2012)                      | Hottest Trailer                                                                      | | Gewonnen  | [ 37 ]      |
| Total Film Hotlist Awards (2012)                      | Hottest Director                                                                     | Peter Jackson | Nominiert | [ 37 ]      |
| Total Film Hotlist Awards (2012)                      | Hottest Actor                                                                        | Martin Freeman | Nominiert | [ 37 ]      |
| Total Film Hotlist Awards (2012)                      | Hottest Actor                                                                        | Benedict Cumberbatch | Nominiert | [ 37 ]      |
| Tumblr Movie Award (2012)                             | Bester Film                                                                          | | Nominiert | [ 38 ]      |
| Tumblr Movie Award (2012)                             | Bester Actionfilm                                                                    | | Nominiert | [ 38 ]      |
| Tumblr Movie Award (2012)                             | Bester Regisseur                                                                     | Peter Jackson | Nominiert | [ 38 ]      |
| Tumblr Movie Award (2012)                             | Bester Hauptdarsteller                                                               | Martin Freeman | Nominiert | [ 38 ]      |
| Tumblr Movie Award (2012)                             | Bestes adaptiertes Drehbuch                                                          | | Gewonnen  | [ 38 ]      |
| Tumblr Movie Award (2012)                             | Bester Filmsong                                                                      | Song Of The Lonely Mountain | Nominiert | [ 38 ]      |
| Tumblr Movie Award (2012)                             | Beste Filmmusik                                                                      | Howard Shore | Nominiert | [ 38 ]      |
| Tumblr Movie Award (2012)                             | Beste Kamera                                                                         | | Nominiert | [ 38 ]      |
| Tumblr Movie Award (2012)                             | Bestes Szenenbild                                                                    | | Gewonnen  | [ 38 ]      |
| Tumblr Movie Award (2012)                             | Beste visuelle Effekte                                                               | | Nominiert | [ 38 ]      |
| Tumblr Movie Award (2012)                             | Beste Filmszene                                                                      | Bilbos und Gollums Rätsel | Nominiert | [ 38 ]      |
| Tumblr Movie Award (2012)                             | Bestes Team                                                                          | Martin Freeman, Richard Armitage | Nominiert | [ 38 ]      |
| Visual Effects Society (2012)                         | Herausragende visuelle Effekte in einem an visuellen Effekten orientierten Spielfilm | Joe Letteri, Eileen Moran, Eric Saindon und Kevin L. Sherwood | Nominiert | [ 39 ]      |
| Visual Effects Society (2012)                         | Herausragende animierte Figuren in einem Spielfilm                                   | Jung Min Chan, James Jacobs, David Clayton und Guillaume Francois für Goblin King                                                                                       | Nominiert | [ 39 ]      |
| Visual Effects Society (2012)                         | Herausragende animierte Figuren in einem Spielfilm                                   | Gino Acevedo, Alessandro Bonora, Jeff Capogreco und Kevin Estey für Gollum                                                                                              | Nominiert | [ 39 ]      |
| Visual Effects Society (2012)                         | Herausragende künstliche Welt in einem Spielfilm                                     | Ryan Arcus, Simon Jung, Alastair Maher und Anthony M. Patti für die Goblin-Höhle                                                                                        | Nominiert | [ 39 ]      |
| Visual Effects Society (2012)                         | Herausragende virtuelle Kameraführung in einem Spielfilm                             | Matt Aitken, Victor Huang, Christian Rivers und R. Christopher White | Gewonnen  | [ 39 ]      |
| Visual Effects Society (2012)                         | Herausragende visuelle Nebeneffekte in einem Spielfilm                               | Areito Echevarria, Chet Leavai, Garry Runke und Francois Sugny | Nominiert | [ 39 ]      |
| Visual Effects Society (2012)                         | Herausragende Zusammensetzung eines Spielfilms                                       | Jean-Luc Azzis, Steven McGillen, Christoph Salzmann und Charles Tait | Nominiert | [ 39 ]      |
| Washington D. C. Area Film Critics Association (2012) | Best Score                                                                           | Howard Shore | Nominiert | [ 40 ]      |
| World Soundtrack Awards (2013)                        | Best Original Film Score Of The Year                                                 | Howard Shore | Nominiert | [ 41 ]      |

#### Weitere Auszeichnungen
- In Deutschland wurde der Film mit der Goldenen Leinwand ausgezeichnet. Nach 14 Tagen erhielt er die erste „Goldene Leinwand“ und nach insgesamt 38 Tagen im Kino, also am 19. Januar 2013, und über sechs Millionen Kinobesuchern wurde der Film mit der „Goldenen Leinwand mit Stern“ ausgezeichnet.[42]

### Smaugs Einöde
10 Tage nach der Weltpremiere am 2. Dezember 2013 in Los Angeles wurde Der Hobbit: Smaugs Einöde am 12. Dezember in Deutschland veröffentlicht, im Vereinigten Königreich und den Vereinigten Staaten einen Tag später.
| Auszeichnung                                             | Kategorie                                                                                | Nominierte & Preisträger | Ergebnis  | Quelle        |
| -------------------------------------------------------- | ---------------------------------------------------------------------------------------- | --- | --------- | ------------- |
| Academy Awards (Oscarverleihung 2014)                    | Bester Ton                                                                               | Christopher Boyes, Michael Hedges, Michael Semanick und Tony Johnson                                                                              | Nominiert | [ 43 ]        |
| Academy Awards (Oscarverleihung 2014)                    | Bester Tonschnitt                                                                        | Brent Burge, Chris Ward | Nominiert | [ 43 ]        |
| Academy Awards (Oscarverleihung 2014)                    | Beste visuelle Effekte                                                                   | Joe Letteri, Eric Saindon, David Clayton und Eric Reynolds                                                                                        | Nominiert | [ 43 ]        |
| Art Directors Guild (2013)                               | Exzellentes Produktionsdesign bei einem Fantasy-Spielfilm                                | Dan Hennah | Nominiert | [ 44 ]        |
| Britannia Awards (2014)                                  | Britischer Schauspieler des Jahres                                                       | Benedict Cumberbatch | Gewonnen  | [ 45 ]        |
| British Academy Film Awards (2014)                       | Beste visuelle Effekte                                                                   | Joe Letteri, Eric Saindon, David Clayton, Eric Reynolds                                                                                           | Nominiert | [ 46 ]        |
| British Academy Film Awards (2014)                       | Bestes Maske                                                                             | Peter Swords King, Richard Taylor, Rick Findlater                                                                                                 | Nominiert | [ 47 ]        |
| Comic Vine Movie Awards (2013)                           | Bester Film                                                                              | | Nominiert | [ 48 ]        |
| Comic Vine Movie Awards (2013)                           | Bester Regisseur                                                                         | Peter Jackson | Nominiert | [ 48 ]        |
| Comic Vine Movie Awards (2013)                           | Bester Held                                                                              | Martin Freeman | Nominiert | [ 48 ]        |
| Comic Vine Movie Awards (2013)                           | Bester Nebendarsteller                                                                   | Ian Mckellen | Gewonnen  | [ 48 ]        |
| Comic Vine Movie Awards (2013)                           | Bester Nebendarsteller                                                                   | Orlando Bloom | Nominiert | [ 48 ]        |
| Comic Vine Movie Awards (2013)                           | Bester Feind                                                                             | Benedict Cumberbatch | Nominiert | [ 48 ]        |
| Comic Vine Movie Awards (2013)                           | Beste Actionszene                                                                        | Fässerflucht | Nominiert | [ 48 ]        |
| Comic Vine Movie Awards (2013)                           | Beste Actionszene                                                                        | Verfolgungsjagd mit Smaug | Nominiert | [ 48 ]        |
| Comic Vine Movie Awards (2013)                           | Bestes Drehbuch                                                                          | | Nominiert | [ 48 ]        |
| Comic Vine Movie Awards (2013)                           | Beste visuelle Effekte                                                                   | | Nominiert | [ 48 ]        |
| Critics Choice Awards (2014)                             | Bestes Szenenbild                                                                        | Dan Hennah, Ra Vincent und Simon Bright | Nominiert | [ 49 ]        |
| Critics Choice Awards (2014)                             | Beste Kostüme                                                                            | Bob Buck, Ann Maskrey und Richard Taylor | Nominiert | [ 49 ]        |
| Critics Choice Awards (2014)                             | Bestes Make-up                                                                           | | Nominiert | [ 49 ]        |
| Critics Choice Awards (2014)                             | Beste visuelle Effekte                                                                   | | Nominiert | [ 49 ]        |
| Critics Choice Awards (2014)                             | Beste Schauspielerin in einem Actionfilm                                                 | Evangeline Lilly | Nominiert | [ 49 ]        |
| Central Ohio Film Critics Association (2014)             | Schauspieler des Jahres                                                                  | Benedict Cumberbatch | Nominiert | [ 50 ] [ 51 ] |
| Constellation Awards (2014)                              | Beste(r) Science-Fiction-Film, Fernsehfilm oder Miniserie 2013                           | | Nominiert | [ 52 ]        |
| Constellation Awards (2014)                              | Bester Schauspieler in einem Science-Fiction-Film, Fernsehfilm oder einer Miniserie 2013 | Martin Freeman | Nominiert | [ 52 ]        |
| Costume Designers Guild                                  | Fantasyfilm                                                                              | Richard Taylor, Bob Buck | Nominiert | [ 53 ] [ 54 ] |
| Denver Film Critics Society                              | Beste Filmmusik                                                                          | Howard Shore | Nominiert | [ 55 ] [ 56 ] |
| Empire Awards (2014)                                     | Bester Sci-Fi-/Fantasy-Film                                                              | | Gewonnen  | [ 57 ]        |
| Empire Awards (2014)                                     | Bester männlicher Newcomer                                                               | Aidan Turner | Gewonnen  | [ 57 ]        |
| Empire Awards (2014)                                     | Bester Film                                                                              | | Nominiert | [ 57 ]        |
| Empire Awards (2014)                                     | Bester Regisseur                                                                         | Peter Jackson | Nominiert | [ 57 ]        |
| Empire Awards (2014)                                     | Bester Darsteller                                                                        | Martin Freeman | Nominiert | [ 57 ]        |
| Empire Awards (2014)                                     | Bester Nebendarsteller                                                                   | Richard Armitage | Nominiert | [ 57 ]        |
| Empire Awards (2014)                                     | Beste Nebendarstellerin                                                                  | Evangeline Lilly | Nominiert | [ 57 ]        |
| Florida Film Critics Circle Awards (2013)                | Beste visuelle Effekte                                                                   | | Nominiert | [ 58 ]        |
| Houston Film Critics Society Awards (2013)               | Bester Filmsong                                                                          | Ed Sheeran | Gewonnen  | [ 59 ]        |
| IGN’s Best of 2013 (2014)                                | Bester Fantasyfilm                                                                       | | Gewonnen  | [ 60 ]        |
| IGN’s Best of 2013 (2014)                                | Bester 3D-Film                                                                           | | Nominiert | [ 61 ]        |
| IGN’s Best of 2013 (2014)                                | Bester Film                                                                              | | Nominiert | [ 62 ]        |
| IGN's People's Choice Awards (2014)                      | Bester Fantasyfilm                                                                       | | Gewonnen  | [ 60 ]        |
| IGN's People's Choice Awards (2014)                      | Bester Film                                                                              | | Gewonnen  | [ 62 ]        |
| Motion Picture Sound Editors (2014)                      | Beste Tonbearbeitung: Filmmusik in einem Spielfilm                                       | Mark Willsher, Stephen Gallagher, Jonathan Schultz, Nigel Scott, Kirsty Whalley                                                                   | Nominiert | [ 63 ] [ 64 ] |
| Motion Picture Sound Editors (2014)                      | Beste Tonbearbeitung: Toneffekte und Geräuschemacher in einem Spielfilm                  | Brent Burge, Chris Ward, Hayden Collow, Melanie Graham, Justin Webster, Justin Doyle, Davis Farmer, Dave Whitehead, Craig Tomlinson, John Simpson | Nominiert | [ 63 ] [ 64 ] |
| MTV Movie Awards (2014)                                  | Film des Jahres                                                                          | | Nominiert | [ 65 ]        |
| MTV Movie Awards (2014)                                  | Beste Kampfszene                                                                         | Orlando Bloom und Evangeline Lilly gegen die Orks                                                                                                 | Gewonnen  | [ 65 ]        |
| MTV Movie Awards (2014)                                  | Beste Filmverwandlung                                                                    | Orlando Bloom | Nominiert | [ 65 ]        |
| MTV Movie Awards (2014)                                  | Bester Filmheld                                                                          | Martin Freeman | Nominiert | [ 65 ]        |
| New Zealand Movie Awards (2014)                          | Bester Fantasyfilm                                                                       | | Gewonnen  | [ 66 ] [ 32 ] |
| New Zealand Movie Awards (2014)                          | Größter Fiesling                                                                         | Smaug | Nominiert | [ 66 ] [ 32 ] |
| Nickelodeon Kids’ Choice Awards (2014)                   | Lieblings-Verklopperin                                                                   | Evangeline Lilly | Nominiert | [ 67 ]        |
| People’s Choice Award (2014)                             | Beliebtester Endjahresfilm                                                               | | Nominiert | [ 68 ]        |
| Phoenix Film Critics Society (2014)                      | Beste visuelle Effekte                                                                   | | Nominiert | [ 69 ]        |
| Satellite Awards (2014)                                  | Bester Filmsong                                                                          | Ed Sheeran (I See Fire) | Nominiert | [ 70 ]        |
| Saturn Awards (2014)                                     | Bester Fantasyfilm                                                                       | | Nominiert | [ 71 ]        |
| Saturn Awards (2014)                                     | Beste Nebendarstellerin                                                                  | Evangeline Lilly | Nominiert | [ 71 ]        |
| Saturn Awards (2014)                                     | Beste Regie                                                                              | Peter Jackson | Nominiert | [ 71 ]        |
| Saturn Awards (2014)                                     | Bestes Drehbuch                                                                          | Fran Walsh, Philippa Boyens, Peter Jackson, Guillermo del Toro                                                                                    | Nominiert | [ 71 ]        |
| Saturn Awards (2014)                                     | Beste Musik                                                                              | Howard Shore | Nominiert | [ 71 ]        |
| Saturn Awards (2014)                                     | Beste Ausstattung                                                                        | Dan Hennah | Gewonnen  | [ 71 ]        |
| Saturn Awards (2014)                                     | Bestes Make-Up                                                                           | Peter Swords King, Rick Findlater, Richard Taylor                                                                                                 | Nominiert | [ 71 ]        |
| Saturn Awards (2014)                                     | Beste Spezialeffekte                                                                     | Joe Letteri, Eric Saindon, David Clayton, Eric Reynolds                                                                                           | Nominiert | [ 71 ]        |
| St. Louis Gateway Film Critics Association Awards (2014) | Beste Filmmusik                                                                          | | Nominiert | [ 72 ]        |
| St. Louis Gateway Film Critics Association Awards (2014) | Beste visuelle Effekte                                                                   | | Nominiert | [ 72 ]        |
| Visual Effects Society (2014)                            | Herausragende visuelle Effekte in einem an visuellen Effekten orientierten Spielfilm     | Joe Letteri, Eric Saindon, Kevin Sherwood, David Clayton                                                                                          | Nominiert | [ 73 ] [ 74 ] |
| Visual Effects Society (2014)                            | Herausragend animierte Figur in einem Spielfilm                                          | Eric Reynolds, David Clayton, Myriam Catrin, Guillaume Francois (für Smaug)                                                                       | Gewonnen  | [ 73 ] [ 74 ] |
| Visual Effects Society (2014)                            | Herausragende virtuelle Kameraführung in einem Spielfilm                                 | Christian Rivers, Phil Barrenger, Mark Gee, Thelvin Tico Cabezas                                                                                  | Nominiert | [ 73 ] [ 74 ] |
| Visual Effects Society (2014)                            | Herausragende FX und computersimulierte Animation in einem Spielfilm                     | Areito Echevarria, Andreas Söderström, Ronnie Menahem, Christoph Sprenger                                                                         | Nominiert | [ 73 ] [ 74 ] |
| Visual Effects Society (2014)                            | Herausragendes Farbstanzen in einem Spielfilm                                            | Charles Tait, Robin Hollander, Giuseppe Tagliavini, Sean Heuston                                                                                  | Nominiert | [ 73 ] [ 74 ] |

#### Weitere Auszeichnungen
- In Deutschland wurde der Film mit der Goldenen Leinwand ausgezeichnet. Nach 14 Tagen hatte er mehr als drei Millionen Besucher und erhielt somit die „Goldene Leinwand“.[75]

### Die Schlacht der Fünf Heere
Der Film erschien am 10. Dezember 2014.
| Auszeichnung                          | Kategorie                                                                            | Nominierte & Preisträger                                                                        | Ergebnis  | Quelle |
| ------------------------------------- | ------------------------------------------------------------------------------------ | ----------------------------------------------------------------------------------------------- | --------- | ------ |
| Academy Awards (Oscarverleihung 2015) | Bester Tonschnitt                                                                    | Brent Burge, Jason Canovas                                                                      | Nominiert | [ 76 ] |
| Annie Awards                          | Herausragende Leistung in der Animation von Effekten                                 | Ronnie Menahem, Brian Goodwin, Jason Lazaroff, Paul Harris und James Ogle                       | Nominiert | [ 77 ] |
| Annie Awards                          | Herausragende Leistung in der Animation von Figuren in einer Schauspiel-Produktion   | David Clayton, Howard Sly, Matthew Riordan, Kevin Kelm und Guillaume François (für Azog)        | Nominiert | [ 77 ] |
| Annie Awards                          | Herausragende Leistung in der Animation von Figuren in einer Schauspiel-Produktion   | David Clayton, Gios Johnston, Andreja Vuckovic, Guillaume François und Daniel Zettl (für Smaug) | Nominiert | [ 77 ] |
| British Academy Film Awards (2015)    | Beste visuelle Effekte                                                               | Joe Letteri, Eric Saindon, David Clayton, R. Christopher White                                  | Nominiert | [ 78 ] |
| Empire Awards (2015)                  | Bester Sci-Fi-/Fantasy-Film                                                          |                                                                                                 | Nominiert | [ 79 ] |
| Empire Awards (2015)                  | Bester Film                                                                          |                                                                                                 | Nominiert | [ 79 ] |
| Empire Awards (2015)                  | Bester Regisseur                                                                     | Peter Jackson                                                                                   | Nominiert | [ 79 ] |
| Empire Awards (2015)                  | Bester Darsteller                                                                    | Richard Armitage                                                                                | Nominiert | [ 79 ] |
| MTV Movie Awards (2015)               | Bester Filmheld                                                                      | Martin Freeman                                                                                  | Nominiert | [ 80 ] |
| Saturn Awards (2015)                  | Bester Fantasyfilm                                                                   |                                                                                                 | Gewonnen  | [ 81 ] |
| Saturn Awards (2015)                  | Bester Nebendarsteller                                                               | Richard Armitage                                                                                | Gewonnen  | [ 81 ] |
| Saturn Awards (2015)                  | Beste Nebendarstellerin                                                              | Evangeline Lilly                                                                                | Nominiert | [ 81 ] |
| Saturn Awards (2015)                  | Bestes Drehbuch                                                                      | Fran Walsh, Philippa Boyens, Peter Jackson, Guillermo del Toro                                  | Nominiert | [ 81 ] |
| Saturn Awards (2015)                  | Beste Musik                                                                          | Howard Shore                                                                                    | Nominiert | [ 81 ] |
| Saturn Awards (2015)                  | Bestes Make-Up                                                                       | Peter Swords King, Rick Findlater, Gino Acevedo                                                 | Nominiert | [ 81 ] |
| Saturn Awards (2015)                  | Beste Spezialeffekte                                                                 | Joe Letteri, Eric Saindon, David Clayton, R. Christopher White                                  | Nominiert | [ 81 ] |
| Visual Effects Society (2015)         | Herausragende visuelle Effekte in einem an visuellen Effekten orientierten Spielfilm | Joe Letteri, David Conley, Eric Saindon, Kevin L. Sherwood und Steve Ingram                     | Nominiert | [ 82 ] |
| Visual Effects Society (2015)         | Herausragende künstliche Welt in einem Spielfilm                                     | Leslie Chan, Alastair Maher, Niklas Preston und Justin Stockton (für Seestadt)                  | Nominiert | [ 82 ] |
| Visual Effects Society (2015)         | Herausragende computersimulierte Animation von Effekten in einem Spielfilm           | Jon Allitt, David Caeiro Cebrián und Ronnie Menahem                                             | Nominiert | [ 82 ] |
| Visual Effects Society (2015)         | Herausragende Zusammensetzung eines Spielfilms                                       | Simon Jung, Ben Roberts, Matthew Adams und Jordan Schilling                                     | Nominiert | [ 82 ] |

## Statistik
Folgende Tabelle listet die Auszeichnungen der einzelnen Nominierten wieder. Es wird ausschließlich ihre Mitarbeit an der Hobbit-Filmtrilogie mit einbezogen, nicht anderweitig gewonnene Preise.
| Name                   | Eine unerwartete Reise | Eine unerwartete Reise | Smaugs Einöde  | Smaugs Einöde | Smaugs Einöde |
| Name                   | Auszeichnungen         | Nominierungen          | Auszeichnungen | Nominierungen | Ausstehend    |
| ---------------------- | ---------------------- | ---------------------- | -------------- | ------------- | ------------- |
| Gino Acevedo           | 1                      | 1                      | —              | —             | —             |
| Matt Aitken            | 1                      | —                      | —              | —             | —             |
| Neil Aldridge          | —                      | 1                      | —              | —             | —             |
| Ryan Arcus             | —                      | 1                      | —              | —             | —             |
| Richard Armitage       | —                      | 2                      | —              | 1             | —             |
| Jean-Luc Azzis         | —                      | 1                      | —              | —             | —             |
| Phil Barrenger         | —                      | —                      | —              | 1             | —             |
| Ray Beentjes           | —                      | 1                      | —              | —             | —             |
| Orlando Bloom          | —                      | —                      | 1              | 2             | —             |
| Alessandro Bonora      | 1                      | 1                      | —              | —             | —             |
| Philippa Boyens        | —                      | 2                      | —              | —             | 1             |
| Christopher Boyes      | —                      | 2                      | —              | 2             | —             |
| Simon Bright           | 1                      | 2                      | 1              | 1             | —             |
| Bob Buck               | —                      | 4                      | —              | 2             | —             |
| Brent Burge            | —                      | 3                      | —              | 2             | —             |
| Thelvin Tico Cabezas   | —                      | —                      | —              | 1             | —             |
| Jason Canovas          | —                      | 1                      | —              | —             | —             |
| Jeff Capogreco         | 1                      | 1                      | —              | —             | —             |
| Myriam Catrin          | —                      | —                      | 1              | —             | —             |
| David Clayton          | —                      | 6                      | 1              | 2             | 1             |
| Hayden Collow          | —                      | 1                      | —              | 1             | —             |
| Benedict Cumberbatch   | —                      | 1                      | 1              | 3             | —             |
| Jennifer L. Dunnington | —                      | 1                      | —              | —             | —             |
| Areito Echevarria      | —                      | 1                      | —              | 1             | —             |
| Kevin Estey            | 1                      | 1                      | —              | —             | —             |
| David Farmer           | —                      | 1                      | —              | 1             | —             |
| Rick Findlater         | —                      | 3                      | —              | 1             | 1             |
| Guillaume Francois     | —                      | 1                      | 1              | —             | —             |
| Martin Freeman         | 2                      | 8                      | —              | 3             | 1             |
| Steve Gallagher        | —                      | 1                      | —              | 1             | —             |
| Mark Gee               | —                      | —                      | —              | 1             | —             |
| Melanie Graham         | —                      | —                      | —              | 1             | —             |
| Dan Hennah             | 1                      | 5                      | —              | 2             | 1             |
| Sean Heuston           | —                      | —                      | —              | 1             | —             |
| Robin Hollander        | —                      | —                      | —              | 1             | —             |
| Robert Houston         | —                      | 1                      | —              | —             | —             |
| Victor Huang           | 1                      | —                      | —              | —             | —             |
| Peter Jackson          | 1                      | 7                      | —              | 2             | 2             |
| James Jacobs           | 1                      | 1                      | —              | —             | —             |
| Tony Johnson           | —                      | 2                      | —              | 2             | —             |
| Simon Jung             | —                      | 1                      | —              | —             | —             |
| Peter Swords King      | —                      | 4                      | —              | 1             | 1             |
| Matthew Lambourn       | —                      | 1                      | —              | —             | —             |
| Tami Lane              | —                      | 2                      | —              | —             | —             |
| Chet Leavai            | —                      | 1                      | —              | —             | —             |
| Joe Letteri            | —                      | 5                      | —              | 2             | 1             |
| Evangeline Lilly       | —                      | —                      | 1              | 3             | 1             |
| Anthony M. Patti       | —                      | 1                      | —              | —             | —             |
| Alastair Maher         | —                      | 1                      | —              | —             | —             |
| Ann Maskrey            | —                      | 3                      | —              | 1             | —             |
| Yann McCullough        | —                      | 1                      | —              | —             | —             |
| Steven McGillen        | —                      | 1                      | —              | —             | —             |
| Ian McKellen           | —                      | 2                      | —              | —             | —             |
| Jung Min Chan          | —                      | 2                      | —              | —             | —             |
| Ronnie Menahem         | —                      | —                      | —              | 1             | —             |
| Eileen Moran           | —                      | 1                      | —              | —             | —             |
| Michael Pärt           | —                      | 1                      | —              | —             | —             |
| Christian Rivers       | 1                      | —                      | —              | 1             | —             |
| Garry Runke            | —                      | 1                      | —              | —             | —             |
| Eric Saindon           | —                      | 5                      | —              | 2             | 1             |
| Christoph Salzmann     | —                      | 1                      | —              | —             | —             |
| Jonathan Schultz       | —                      | 1                      | —              | 1             | —             |
| Nigel Scott            | —                      | 1                      | —              | 1             | —             |
| Michael Semanick       | —                      | 2                      | —              | 2             | —             |
| Ed Sheeran             | —                      | —                      | 1              | 1             | —             |
| Kevin L. Sherwood      | —                      | 1                      | —              | 1             | —             |
| Howard Shore           | 2                      | 8                      | —              | 1             | 1             |
| John Simpson           | —                      | —                      | —              | 1             | —             |
| James Sizemore         | —                      | 1                      | —              | —             | —             |
| Andreas Söderström     | —                      | —                      | —              | 1             | —             |
| Christoph Sprenger     | —                      | —                      | —              | 1             | —             |
| Matt Stutter           | —                      | 1                      | —              | —             | —             |
| Francois Sugny         | —                      | 1                      | —              | —             | —             |
| Giuseppe Tagliavini    | —                      | —                      | —              | 1             | —             |
| Charles Tait           | —                      | 1                      | —              | 1             | —             |
| Richard Taylor         | —                      | 5                      | —              | 3             | 1             |
| Craig Tomlinson        | —                      | 1                      | —              | 1             | —             |
| Guillermo del Toro     | —                      | 2                      | —              | —             | 1             |
| Aidan Turner           | —                      | 1                      | 1              | —             | —             |
| Ra Vincent             | 1                      | 2                      | —              | 1             | —             |
| Fran Walsh             | —                      | 2                      | —              | —             | 1             |
| Chris Ward             | —                      | 3                      | —              | 2             | —             |
| Justin Webster         | —                      | 1                      | —              | 1             | —             |
| Kirsty Whalley         | —                      | 1                      | —              | 1             | —             |
| R. Christopher White   | 1                      | 4                      | —              | —             | —             |
| Dave Whitehead         | —                      | —                      | —              | 1             | —             |
| Mark Willsher          | —                      | 1                      | —              | 1             | —             |